# خوسيه دانيال بيرنال
خوسيه دانيال بيرنال (بالإسبانية: José Daniel Bernal)‏ هو دراج كولومبي، ولد في 15 مارس 1973 في بوغوتا في كولومبيا.

## وصلات خارجية
- خوسيه دانيال بيرنال على موقع أرشيف الدراجات (الإنجليزية)
- خوسيه دانيال بيرنال على موقع إحصائيات الدراجات الإحترافية (الإنجليزية)
- خوسيه دانيال بيرنال على موقع نسبة الدراجات (الإنجليزية)